# Frank Mankiewicz
Frank Fabian Mankiewicz (Nueva York, 16 de mayo de 1924-Washington D. C., 23 de octubre de 2014) fue un periodista y político estadounidense.

## Biografía
La infancia y adolescencia de Mankiewicz transcurre en Beverly Hills, California, en el mundo de Hollywood. Su padre era el guionista Herman Mankiewicz, coautor de películas como Ciudadano Kane, y su tío Joseph Mankiewicz, director de Eva al desnudo y Cleopatra.
Mankiewicz se graduó en ciencias políticas por UCLA en 1947. Se especializó en 1948 en periodismo en la Universidad de Columbia y prosiguió sus estudios hasta 1955 en la Berkeley. Fue presidente de la National Public Radio, director regional del Peace Corps en Latinoamérica y director de campaña de las elecciones presidenciales de 1972 del candidato demócrata George McGovern. Fue secretario de prensa del senador Robert Francis Kennedy y encargado de comunicar la muerte de éste después de su atentado.
Su trabajo en política y sus fuertes vínculos con el Partit Demócrata lo incluyeron en la lista negra de oponentes de Richard Nixon. Fue candidato a ocupar un puesto en la Cámara de Representantes de los Estados Unidos por Maryland en 1974, pero perdió las elecciones.
Mankiewicz y Nofziger Lyn fueron los principales opositores a la conversión al sistema métrico de los Estados Unidos, en gran parte gracias al hecho de que consiguieron convencer al presidente Ronald Reagan. En 1984, Frank Mankiewicz comenzó a escribir para la revista Quarante propiedad de Kathleen Katz de Arlington. Uno de sus artículos, fechados en 1985 fue uno de los primeros en señalar cómo la cobertura televisiva de la política había cambiado.
Mankiewicz vivió en Washington D. C. con su mujer Patricia O'brien y hablaba castellano y francés. Su hijo Josh Mankiewicz es corresponsal de noticias de la NBC, mientras que su otro hijo Ben Mankiewicz se dedica al mundo del cine.